# Xã Hutchinson, Quận McLeod, Minnesota
Xã Hutchinson (tiếng Anh: Hutchinson Township) là một xã thuộc quận McLeod, tiểu bang Minnesota, Hoa Kỳ. Năm 2010, dân số của xã này là 1.220 người.